# Skoki do wody na Mistrzostwach Świata w Pływaniu 2017 – trampolina 3 m synchronicznie par mieszanych
Trampolina 3 m synchronicznie par mieszanych – jedna z konkurencji rozgrywanych w ramach skoków do wody, podczas mistrzostw świata w pływaniu w 2017. Zawody w tej konkurencji rozegrano 22 lipca, udział w nich brało 14 duetów.
Zwycięzcami konkurencji okazali się reprezentanci Chin Wang Han i Li Zheng. Drugą pozycję zajęli zawodnicy z Wielkiej Brytanii Grace Reid i Tom Daley, trzecią zaś reprezentujący Kanadę Jennifer Abel i François Imbeau-Dulac.

## Wyniki
| Miejsce | Zawodnicy                            | Państwo           | Wynik  |
| ------- | ------------------------------------ | ----------------- | ------ |
| 01 !    | Wang Han Li Zheng                    | Chiny             | 323,70 |
| 02 !    | Grace Reid Tom Daley                 | Wielka Brytania   | 308,04 |
| 03 !    | Jennifer Abel François Imbeau-Dulac  | Kanada            | 297,72 |
| 4.      | Tina Punzel Lou Massenberg           | Niemcy            | 287,76 |
| 5.      | Esther Qin Matthew Carter            | Australia         | 282,00 |
| 6.      | Diana Pineda Sebastián Villa         | Kolumbia          | 277,83 |
| 7.      | Elena Bertocchi Maicol Verzotto      | Włochy            | 277,35 |
| 8.      | Michelle Heimberg Jonathan Suckow    | Szwajcaria        | 273,00 |
| 9.      | Marija Polakowa Ilja Mołczanow       | Rosja             | 270,63 |
| 10.     | Wiktorija Kesar Stanisław Oliferczyk | Ukraina           | 270,06 |
| 11.     | Lauren Reedy Briadam Herrera         | Stany Zjednoczone | 270,06 |
| 12.     | Elizabeth Cui Liam Stone             | Nowa Zelandia     | 255,90 |
| 13.     | Arantxa Chávez Julian Sánchez        | Meksyk            | 223,80 |
| 14.     | Tammy Takagi Ian Matos               | Brazylia          | 184,74 |